# Ramona Bachmann
Ramona Bachmann (Malters, Luzern kanton, 1990. december 25. –) svájci női válogatott labdarúgó. A Paris Saint-Germain csatára.

## Pályafutása
Szülővárosa csapatának edzéseire már ötévesen többször elkísérte édesapját, aki az együttes edzőjeként inspirálta Ramonát a labdarúgás iránti szeretetére. Tehetséges játékosként hamar ívelt felfelé karrierje és 13 évesen már az U18-asok között kergette a labdát, akikkel 2005-ben korosztályos bajnoki címet ünnepelhetett. Még ugyanebben a szezonban a liga legfiatalabb játékosaként mutatkozhatott be a másodosztályban. A 2006-os idény végeztével a Luwin.ch keretében lépett első alkalommal pályára a Nationalligában.
Az Umeå IK 2007-ben szerződtette, az itt töltött három éve során pedig két bajnoki címmel gazdagodott. 2010-ben az amerikai Atlanta Beat kérésére utazott a tengerentúlra, de a szezon befejezése után visszatért Umeåba. A bajnokságban ugyan alábbhagyott klubja svédországi dominanciája és harmadikként végeztek a kiírásban, azonban Bachmann kiegyensúlyozott teljesítménye és gólerős játéka felkeltette az FC Rosengård figyelmét.
2012-ben igazolt a malmői feketékhez, akikkel három bajnokságot és egy országos kupát nyert.
A 2015-ös bajnoki évadot követően távozott a VfL Wolfsburg gárdájához, ahol 24 meccsen 5 gólt ért el Bundesliga szezonjában.
2017-ben az angol Women's Super League-ben is próbára tette képességeit és a Chelsea mezére váltotta szerelését.
A Paris Saint-Germain 2020. július 3-án jelentette be szerződtetését

### A válogatottban
Részt vett az Oroszországban rendezett 2006-os U20-as világbajnokságon, a 2015-ös világbajnokságon, valamint a 2017-es és a 2022-es Európa-bajnokságon.

## Sikerei

### Klubcsapatokban
Svéd bajnok (5):
- Umeå IK (2): 2007, 2008
- FC Rosengård (3): 2013, 2014, 2015

 Német bajnok (1):
- VfL Wolfsburg (1): 2016–17

 Német kupagyőztes (1):
- VfL Wolfsburg (1): 2017

 Angol bajnok (3):
- Chelsea (3): 2017, 2017–18, 2019–20

 Angol kupagyőztes (1):
- Chelsea (1): 2017–18

 Angol ligakupa győztes (1):
- Chelsea (1): 2019–20

### A válogatottban
Svájc
- Ciprus-kupa  győztes: 2017

### Egyéni
Az év játékosa (3): 2009, 2015, 2019